# كارل هاينريش أولريكس
كارل هاينريش أولريكس (بالألمانية: Karl Heinrich Ulrichs) ‏ (28 أغسطس 1825 - 14 يوليو 1895) هو كاتب ألماني يُنظر إليه اليوم كرائد لحركة حقوق المثليين الحديثة في أوروبا.

## حياته
ولد أولريكس في آوريش بسكسونيا السفلى والتي كانت آنذاك جزءاً من مملكة هانوفر. أشار أولريكس بأنه عندما كان طفلاً صغيراً كان يرتدي ملابس الفتيات ويفضل اللعب معهن، كما وأراد أن يكون فتاةً بنفسه. تعود تجربته المثلية الأولى لعام 1839 عندما كان في الرابعة عشر من عمره، وكان ذلك في سياق علاقته القصيرة مع مدرب ركوب الخيل الخاص به. تخرج أولريكس عن اختصاصي القانون واللاهوت من جامعة غوتينغن عام 1846. كما درس التاريخ من 1846 حتى 1848 في جامعة برلين، وكتب أطروحة باللاتينية حول صلح وستفاليا.
من عام 1849 حتى 1857 عمل أولريكس كمستشار قانوني رسمي لمحكمة هيلدسهايم في مملكة هانوفر. وتمت إقالته عندما أصبحت مثليته علنية.

## منادي بالإصلاح الجنسي
أقدم أولريكس عام 1862 على خطوة بالغة الأهمية عبر إخبار عائلته وأصدقاء له بمثليته، وبدأ الكتابة تحت الاسم المستعار «نوما نيومانتيوس». جُمعت مقالاته الخمسة الأولى كدراسات بعنوان «أحجية الحب بين الذكور» حيث يشرح فيها أن الحب من نفس الجنس طبيعي وبيولوجي، وجامعاً عبارة لاتينية تعني «نفس أنثوية حُبست في جسم ذكر». أتى أولريكس في تلك المقالات بمصطلحات عدة لوصف توجهات جنسية مختلفة ومن ضمنها «أوراني» للرجل الذي يرغب الرجال، و«ديونينغ» لمن يرغب النساء. هذه المصطلحات تشير إلى فقرة من مؤلف لأفلاطون بعنوان «الندوة» والذي يناقش ويرمز فيه لنوعين من الحب من قبل أفروديت المولدة من ذكر (أورانوس)، وأفروديت المولودة من أنثى (ديوني). كما أتى أولريكس بكلمات مقابلة للأنثى مشتقة من لفظي «أورانوس وديوني»، ومفردات أخرى للإشارة لمزدوجي التوجه الجنسي وأخرى للأشخاص ثنائي الجنس.

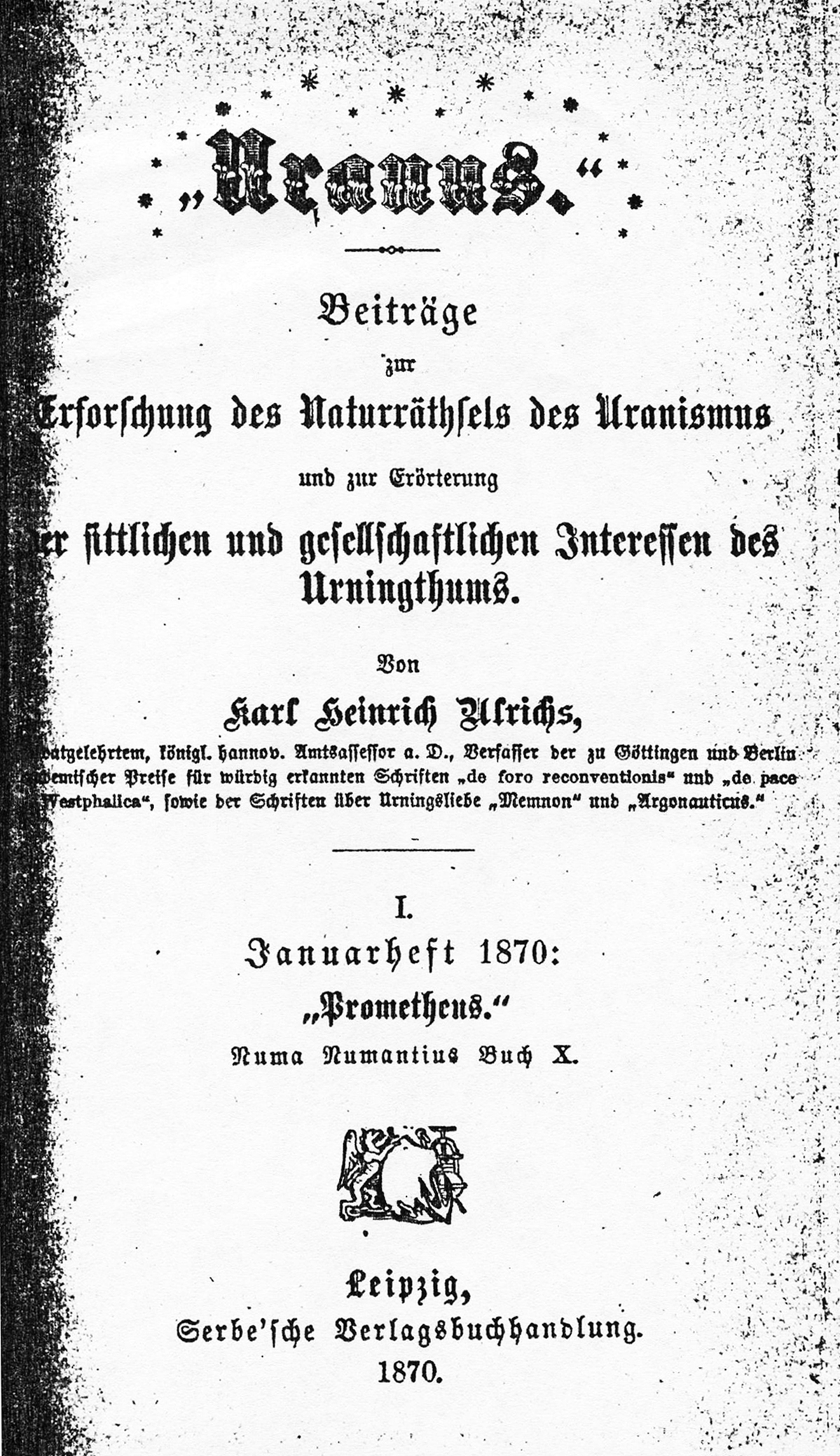
الإصدار الأول والوحيد لدورية أورانوس (يناير عام 1870)، حيث أرادها أولريكس أن تكون دورية تصدر بانتظام، حاملةً عنوانها الخاص: "بروميثيوس"

سرعان ما بدأ أولريكس بالنشر تحت اسمه الحقيقي (ما قد يجعله الطلوع للخارج" العلني الأول في المجتمع الحديث)، وكتب بياناً من الدعم القانوني والأخلاقي لرجل جرى اعتقاله بتهمة ارتكابه لجرائم مثلية. أصبح أولريكس بتاريخ 29 أغسطس عام 1867 المثلي الأول الذي يتحدث علناً دفاعاً عن المثلية عندما ترافع في مؤتمر الحقوقيين الألمان في ميونيخ على قرار يدعو لإلغاء القوانين المناهضة للمثلية الجنسية. وقد تم إسكاته. نحت كارل ماريا كيرتبيني كلمة "مثلي الجنس"، وبدأ معها منذ سبعينات القرن التاسع عشر مناقشة موضوع التوجه الجنسي (كما يُطلق عليه الآن) على نطاقٍ واسع.
تنقل أولريكس خلال ستينات القرن التاسع عشر عبر ألمانيا، فكان دائماً يعمل على الكتابة والنشر، ودائماً ما يقع في ورطة مع القانون — وكان ذلك نتيجةً لآرائه وليس بفعل أي جرائم جنسية. صادرت وحظرت الشرطة في ساكسونيا عام 1864 كتبه. وحصل الشيء ذاته في برلين بعد ذلك، وحُظرت أعماله في جميع أنحاء بروسيا. وقد تم العثور على بعض هذه الأوراق في الأراشيف البروسية التي نشرت عام 2004، وبالإضافة لهذه الأوراق فقد تم إعادة نشر عدة أعمال أكثر أهمية لأولريكس بالألمانية كما وترجمت لأكثر من لغة.
كان أولريكس محباً لمسقط رأسه في هانوفر، فعندما قامت بروسيا بضم هانوفر عام 1866 تعرض للسجن لفترة قصيرة لمعارضته الحكم البروسي. ومن ثم ترك هانوفر عام 1867 وانتقل ليعيش في ميونخ، وهناك راسل رابطة الحقوقيين الألمان بدافع إصلاح القوانين الألمانية ضد المثلية الجنسية. عاش لاحقاً في فورتسبورغ وشتوتغارت.
نشر أولريكس عام 1879 الكتاب الثاني عشر والأخير من أبحاثه حول «أحجية الحب بين الذكور». وقد ذهب إلى منفى رغبه لنفسه طواعيةً في نابولي وهو بحالة صحية يُرثى لها وقد شعر بتحقيقه لكل ما استطاع القيام به في ألمانيا. سافر على مدى عدة سنوات عبر أرجاء إيطاليا قبل أن يستقر في لاكويلا حيث تحسنت صحته.
استمر أولريكس بالكتابة بغزارة ونشر أعماله (بالألمانية واللاتينية) على نفقته الخاصة. تلقى دبلوم تشريفي من جامعة نابولي عام 1895. وقد توفي بعد ذلك بفترة وجيزة في لاكويلا. عاش أولريكس في لاكويلا كضيف على مالك أرض محلي اسمه ماركيز نيكولو بيرسيتشيتي والذي ألقى التأبين في جنازته.
كان أولريكس قد كتب في أواخر حياته: «حتى يوم مماتي سأفكر في الماضي بفخر على أنني وجدت الشجاعة لألقى وجهاً لوجه في معركة ضد الهاجس الذي كان يحقن السم فيّ وفي الرجال ممن هم على طبيعتي لوقت سحيق. الكثيرون كان قد سيقوا للانتحار لأن كامل سعادتهم في الحياة كانت مبغوضة.»

## كاتب لاتيني
سخر أولريكس نفسه أثناء الفترة التي عاشها في إيطاليا بين عام 1889 حتى عام 1895 للإسهام بالاستخدام العالمي للغة اللاتينية مع نشر المراجعة الأدبية باسم (Alaudae) والتي كانت توزع على نطاق واسع وعرفها العديد من الشعراء الأوربيين ممن كتبوا باللاتينية في عصره.

## آرائه
نشرت عام 1870 لأولريكس عمل حمل عنوان «نداء لتحرير طبيعة الأوراني من قانون العقوبات» وهو جدير بالملاحظة لأوجه تشابهه مع خطاب حركة حقوق المثليين الحديثة حيث جاء في هذا العمل المنشور:

## الإرث

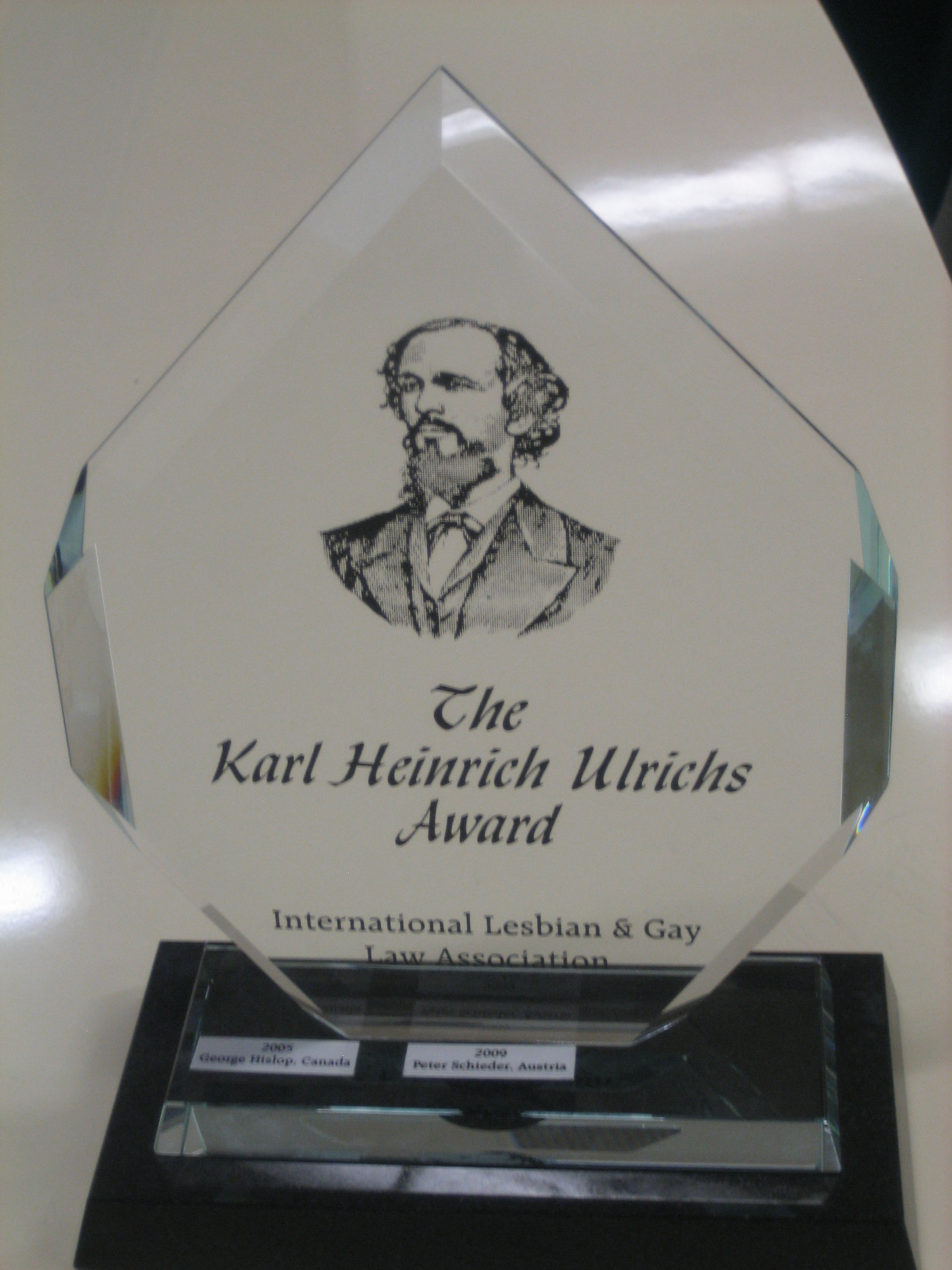
جائزة كارل هاينريش أولريكس

أضحى أولريكس فيما بعد شبيهاً بالشخصية الرمزية في أوروبا خلال فترة أواخر ثمانينات القرن العشرين بعد ما كان منسياً للعديد من السنوات. توجد الآن شوارع باسمه في مدن ميونخ وبريمن وهانوفر وبرلين. كما يحتفل بعيد ميلاده كل عام بإقامة حفل وقراءة للأشعار في ساحة كارل هاينريش أولريكس بميونخ. واسترجعت مدينة لاكويلا قبره حيث تستضيف المدينة زيارة سنوية إلى هناك. كان دعاة حقوق المثليين اللاحقون واعون بفضل أورليكس. فقد أشار ماغنوس هيرشفلد لأولريكس بدقة في مؤلفه «مثلية الرجال والنساء» (1914).
تقدم رابطة القانون العالمية للمثليات والمثليين في ذكراه جائزة كارل هاينريش أولريكس للمساهمات المتميزة لتعزيز المساواة الجنسية.

## مزيد من القراءة
- K. H. Ulrichs, Forschungen über das Rätsel der mannmännlichen Liebe (1898; repr. 1994)
- Documents of the Homosexual Rights Movement in Germany 1836–1927 (1975)
- H. Kennedy, Ulrichs  The Life and Works of Karl Heinrich Ulrichs, Pioneer of the Modern Gay Movement (1988)
- K. H. Ulrichs, "The Riddle of Man-Manly Love." Trans. Michael Lombardi-Nash (1994)

## وصلات خارجية
- كارل هاينريش أولريكس على موقع ميوزك برينز (الإنجليزية)
- مؤلفات كارل هاينريش أولريكس في مشروع غوتنبرغ
- أعمال أو نبذة عن كارل هاينريش أولريكس على أرشيف الإنترنت